# Pentaria brevicornis
Pentaria brevicornis es una especie de coleóptero de la familia Scraptiidae.

## Distribución geográfica
Habita en Cabo Verde.